# Syntechna
Syntechna is een geslacht van rechtvleugeligen uit de familie sabelsprinkhanen (Tettigoniidae). De wetenschappelijke naam van dit geslacht is voor het eerst geldig gepubliceerd in 1878 door Brunner von Wattenwyl.

## Soorten
Het geslacht Syntechna omvat de volgende soorten:
- Syntechna angulata Hebard, 1924
- Syntechna divisa Walker, 1869
- Syntechna olivaceoviridis Brunner von Wattenwyl, 1878
- Syntechna tarasca Saussure, 1859